# Денисенко, Влодзимеж
Влодзи́меж Денисе́нко (пол. Włodzimierz Denysenko; 25 мая 1931, Хожув — 10 сентября 2019, Варшава) — польский оперный певец (бас-баритон), солист варшавского Большого театра в 1965—1984 годах.

## Биография
Начал музыкальное образование с частных уроков пения, в частности, у известного певца и педагога Вацлава Бжезинского. Дебютировал на сцене Вроцлавской оперы 21 октября 1950 года в опере «Богема». Пел небольшую партию боярина в опере Н. А. Римского-Корсакова «Золотой петушок». Позже работал в оперной студии режиссёра Ежи Меруновича и одновременно выступал в Варшавской опере.
В 1952 году стал солистом Силезской оперы в Бытоме, где работал, в частности, с польскими певцами Богданом Папроцким и Анджеем Хиольским. Пел оперные партии в «Кармен» Ж. Бизе, «Зачарованном замке» С. Монюшко, Фигаро в «Свадьбе Фигаро» В. А. Моцарта, Мефистофеля в «Фаусте» Ш. Гуно и другие.
С 1960 по 1965 год сотрудничал с оперой во Вроцлаве, где расширял свой репертуар. К этому периоду относятся, среди прочего, роли: кардинал де Броньи в «Жидовке» Ф. Галеви, Скарпиа в «Тоске» Дж. Пуччини, профессор Марсо в «Джентльмене Теодоре» Т. Шелиговского, Макбет в «Макбете» Дж. Верди.
С 1965 года был солистом Большого театра в Варшаве, где пел басово-баритонные партии в таких партиях текущего репертуара, как Фигаро в «Свадьбе Фигаро» В. А. Моцарта, Мефистофель в «Фаусте» Ш. Гуно, Бориса Годунова в «Борисе Годунове» М. П. Мусоргского, Борина в «Крестьянах» В. Рудзинского, Скарпиа в «Тоске» Дж. Пуччини, Збигнева в «Зачарованном замке» С. Монюшко. Всего в Варшавской опере он спел 822 спектакля.

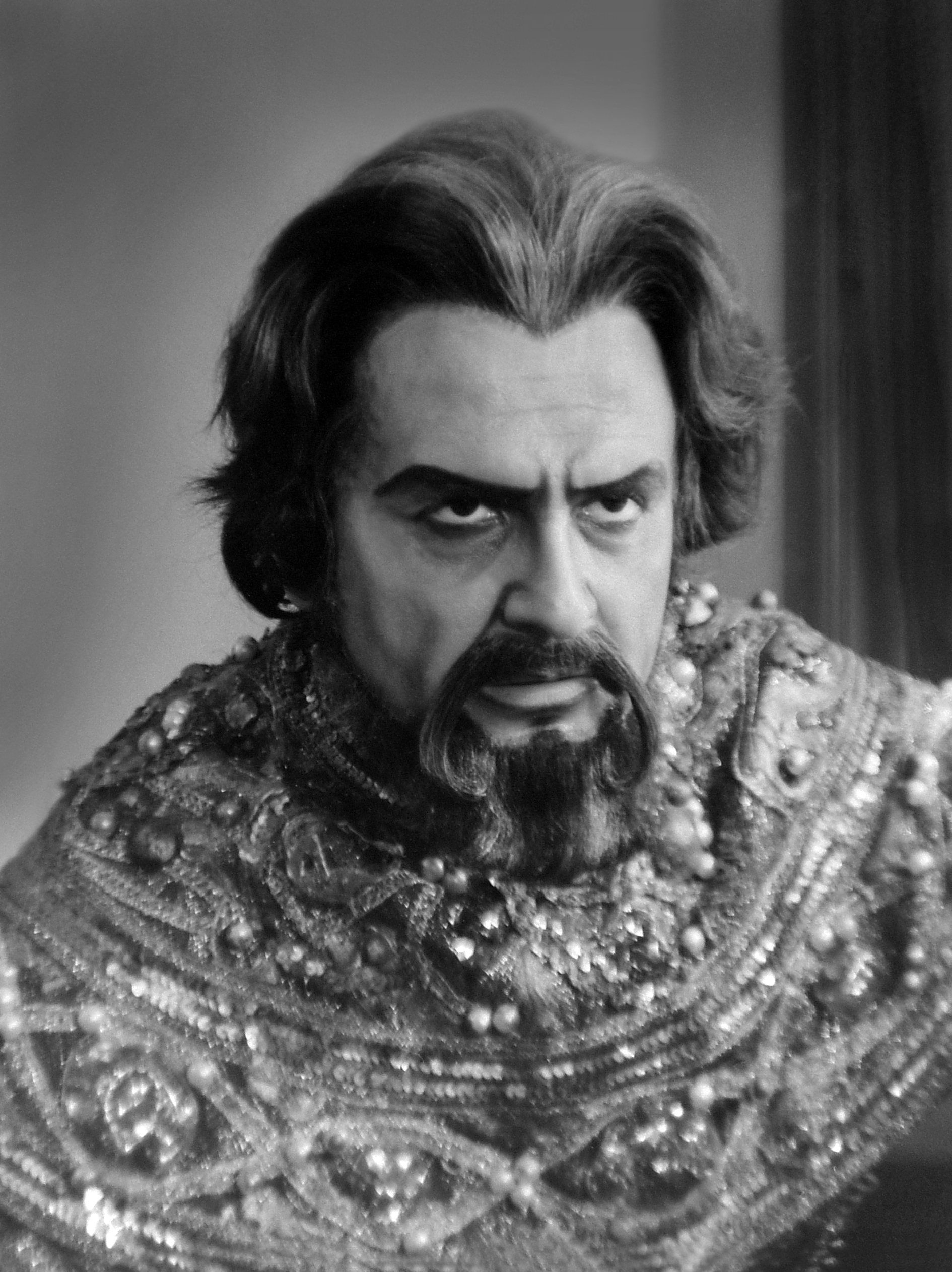
В. Денисенко в роли Бориса Годунова

В репертуаре артиста было около 40 оперных ролей, партии бас-баритона в оперной музыке и песни, которые он исполнял на симфонических концертах. Имеются также архивные записи и записи на грампластинках, в том числе в «Фаусте» Ш. Гуно, «Утрени» К. Пендерецкого, «Эросе и Психее» Л. Ружицкого, которые были изданы в Польше. Он выступал с гастролями в США, СССР, Румынии, Чехословакии, ГДР, ФРГ, Турции, Швеции и других странах.
29 января 1980 года в Большом театре торжественно отмечалось 30-летие его работы на сцене, во время которого он исполнил роль царя Бориса в опере М. П. Мусоргского «Борис Годунов». После 35 лет артистической работы, 31 декабря 1988 года, в полной силе своих художественных и вокальных возможностей, решил уйти из артистической жизни.
Всегда уделял много внимания выразительной стороне каждой роли, которую исполнял. С большой тщательностью подготовленные партии приносили ему вполне заслуженные успехи. Рецензенты, писавшие о его ролях, подчеркивали в унисон не только большую музыкальность, благородство объёма его голоса, но и хорошую актёрскую игру, основанную на глубоком переосмыслении созданных персонажей.
Был женат, жена — Регина Гутковска, инженер (1929—2017), детей не было.
Похоронен на Брудновском кладбище Варшавы.

## Оперные партии
- «Фауст» Ш. Гуно — Мефистофель
- «Зачарованный замок» («Страшный двор») С. Монюшко — Збигнев
- «Тоска» Дж. Пуччини — Скарпиа
- «Свадьба Фигаро» В. А. Моцарта — Фигаро
- «Макбет» Дж. Верди — Макбет
- «Борис Годунов» М. П. Мусоргского — Борис Годунов